# Choerry
Choi Ye-rim (Hangul: 최예림; sinh ngày 4 tháng 6 năm 2001) thường được biết đến với nghệ danh Choerry (Hangul: 최리) là một ca sĩ người Hàn Quốc, thành viên của nhóm nhạc nữ Hàn Quốc Loona.

## Sự nghiệp
Tháng 7 năm 2017, Choerry được công bố là thành viên thứ tám của nhóm nhạc nữ Loona và phát hành album đĩa đơn Choerry bao gồm bài hát chủ đề "Love Cherry Motion". Tháng 9 năm 2017, cô trở thành thành viên nhóm nhỏ thứ hai của Loona với tên gọi Loona Odd Eye Circle. Choerry chính thức ra mắt trong đội hình hoàn chỉnh của Loona vào tháng 8 năm 2018.

## Danh sách đĩa nhạc

### Album đĩa đơn
| Tên     | Thông tin chi tiết                                                                                     | Thứ hạng cao nhất | Doanh số     |
| Tên     | Thông tin chi tiết                                                                                     | HQ                | Doanh số     |
| ------- | --- | ----------------- | ------------ |
| Choerry | - Ngày phát hành: 28 tháng 7 năm 2017 - Hãng đĩa: Blockberry Creative - Định dạng: CD, nhạc số, stream | 9                 | - HQ: 10.675 |

### Đĩa đơn
| "Love Cherry Motion"                                                                        | 2017 | — | — | — | Choerry |
| "—" cho biết bài hát không lọt vào bảng xếp hạng hoặc không được phát hành tại khu vực này. |      |   |   |   |         |

## Danh sách phim

### Web drama
| Năm  | Tiêu đề                                         | Kênh    | Vai trò |
| ---- | ----------------------------------------------- | ------- | ------- |
| 2017 | Do You Remember The First Time We Met? Season 2 | YouTube | cameo   |
| 2018 | Do You Remember The First Time We Met? Season 3 | YouTube | chính   |

### Video âm nhạc
| Năm  | Tiêu đề      | Nghệ sĩ | Vai trò |
| ---- | ------------ | ------- | ------- |
| 2017 | "new"        | Yves    | cameo   |
| 2018 | "One & Only" | Go Won  | cameo   |